# Jakob Hein

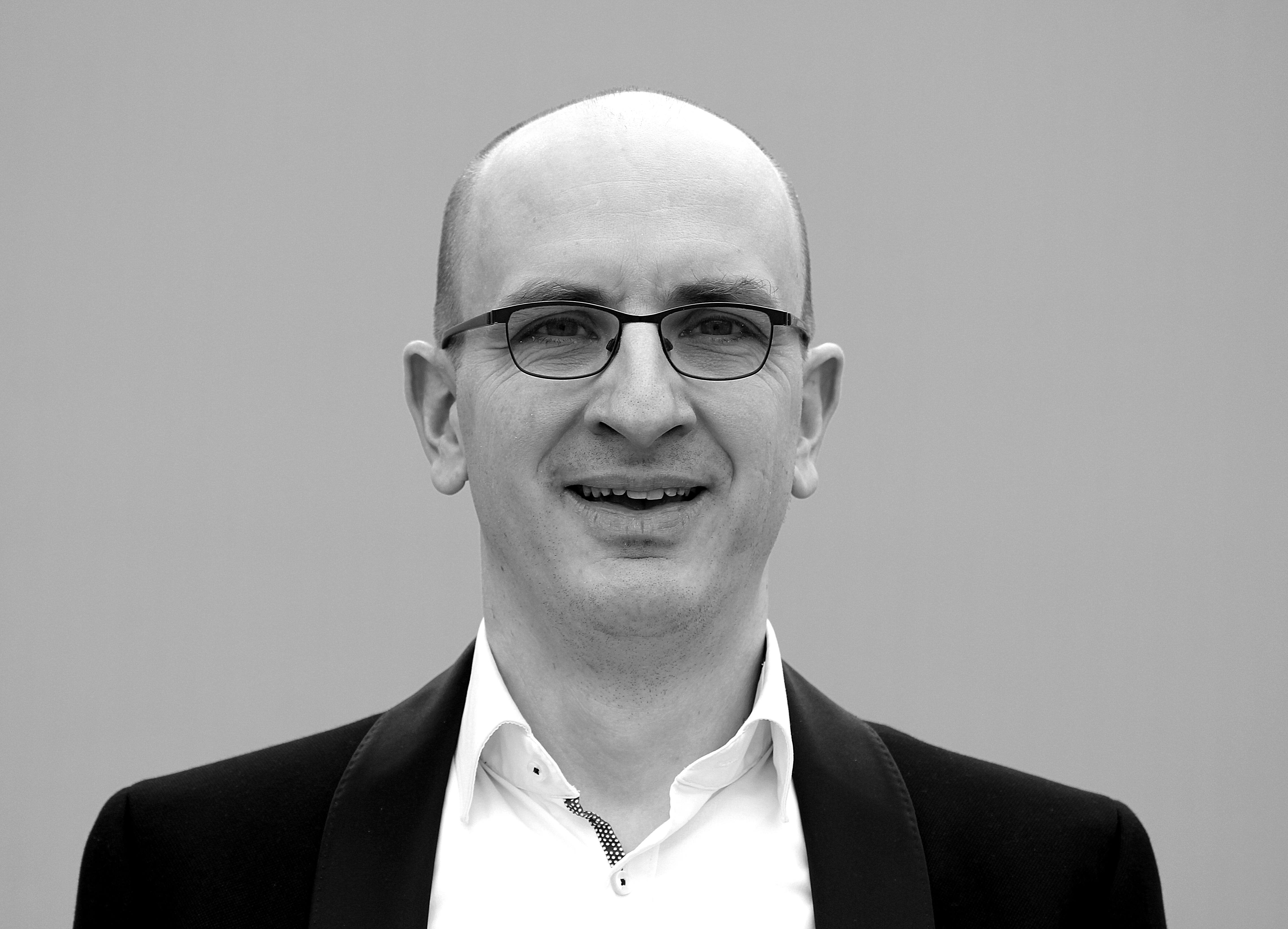
Jakob Hein (2018)

Jakob Hein (* 25. Oktober 1971 in Leipzig) ist ein deutscher Schriftsteller und Arzt.

## Leben
Jakob Hein ist der zweite Sohn des Schriftstellers Christoph Hein und der Filmregisseurin Christiane Hein. Er besuchte die Spezialschule für Mathematik Heinrich Hertz in Berlin-Friedrichshain, die er 1990 mit dem Abitur abschloss. Hein studierte Medizin in Berlin, Stockholm und Boston und promovierte im Jahr 2000 an der Humboldt-Universität zu Berlin mit der Arbeit The specific disorder of arithmetical skills.
Ab 1998 war er Arzt, ab 2005 Oberarzt in der Klinik für Psychiatrie und Psychotherapie am Berliner Universitätskrankenhaus Charité. Seit 2011 arbeitet er als niedergelassener Arzt für Kinder- und Jugendpsychiatrie sowie für Psychiatrie und Psychotherapie in Berlin-Kreuzberg.
Er schloss sich 1998 der im Kaffee Burger regelmäßig auftretenden Berliner Lesebühne Reformbühne Heim & Welt an und erprobte sich am Mikrofon zusammen mit anderen Kollegen (u. a. Ahne, Falko Hennig, Heiko Werning, Uli Hannemann und zeitweise auch Wladimir Kaminer) an Vortragsformen zwischen Slam-Poetry, Stand-up-Comedy und Autorenlesung. Diese Entstehungsgeschichte ist besonders seinen ersten beiden Büchern anzumerken: Heins Geschichten sind oft kurz, voller Witz und befassen sich auch mit ganz alltäglichen Themen. Später veröffentlichte er kaum noch Kurzgeschichten, sondern Werke wie den Roman Herr Jensen steigt aus, der wochenlang auf der Spiegel-Bestsellerliste stand.
2010 schrieb Hein das Stück Johnny Chicago oder Super ist gar kein Ausdruck, das an der Berliner Volksbühne uraufgeführt wurde. Die Hauptrolle übernahm der Berliner Komiker Kurt Krömer, Hein selbst übernahm die zweite Hauptrolle. 2017 wurde in der ARD die Komödie Zwei Bauern und kein Land ausgestrahlt, für die Hein und Robert Krause das Drehbuch verfasst hatten. Der Film wurde positiv besprochen und erreichte fast vier Millionen Zuschauer. Für die dritte Staffel von Charité erarbeitete er gemeinsam mit Sabine Thor-Wiedemann und Christine Otto die Konzeption. Gemeinsam mit Kurt Krömer moderierte er in der 5. Staffel den Podcast „Zwei Männer – drei Welten: Krömer and friends“ des RBB-Programms Radio Eins.
Seit Mai 2023 gehört Hein zur Herausgebenden-Runde des evangelischen Monatsmagazins  Chrismon.
Hein lebt mit seiner Frau und zwei Söhnen in Berlin.

## Auszeichnungen
- 2010 Literaturpreis der Stadt Cassino Letteratura dal fronte[13]
- 2019 Literaturpreis der Stahlstiftung Eisenhüttenstadt

## Werke

### Publikationen (Auswahl)
- Mein erstes T-Shirt. Piper, München 2001, ISBN 3-492-27025-5
- Formen menschlichen Zusammenlebens. Piper, München 2003, ISBN 3-492-27046-8
- Vielleicht ist es sogar schön. Piper, München 2004, ISBN 3-492-04603-7
- Herr Jensen steigt aus. Piper, München 2006, ISBN 978-3-492-04857-6
- Antrag auf ständige Ausreise und andere Mythen der DDR. Piper, München 2007, ISBN 3-492-25046-7
- Der Alltag der Superhelden: Märchen für anders begabte Erwachsene. Edition Tiamat, Berlin 2008, ISBN 3-89320-123-8
- Vor mir den Tag und hinter mir die Nacht. Piper, München 2008, ISBN 978-3-492-05207-8
- Liebe ist ein hormonell bedingter Zustand. Piper, München 2009, ISBN 978-3-492-05359-4
- mit Kurt Krömer: Gute Nacht, Carola. Carlsen Verlag, Hamburg 2010, ISBN 978-3-551-51736-4
- Wurst und Wahn. Ein Geständnis. Galiani, Berlin 2011, ISBN 978-3-86971-047-1
- mit Jacinta Nandi: Fish’n’Chips & Spreewaldgurken. Warum Ossis öfter Sex und Engländer mehr Spaß hatten. Kiepenheuer & Witsch, Köln 2013, ISBN 978-3-462-04508-6
- mit Jürgen Witte: Deutsche und Humor – Geschichte einer Feindschaft. Galiani, Berlin 2013, ISBN 978-3-86971-076-1
- Gebrauchsanweisung für Berlin. Piper, München 2015, ISBN 978-3-492-27661-0.
- Kaltes Wasser. Galiani, Berlin 2016, ISBN 978-3-86971-125-6
- Die Orient-Mission des Leutnant Stern. Galiani, Berlin 2018, ISBN 978-3-86971-172-0
- Hypochonder leben länger und andere gute Nachrichten aus meiner psychiatrischen Praxis. Galiani, Berlin 2020, ISBN 978-3-86971-272-7
- Der Hypnotiseur oder Nie so glücklich wie im Reich der Gedanken. Galiani, Berlin 2022, ISBN 978-3-86971-254-3
- mit Kat Menschik: Kat Menschiks und des Psychiaters Doctor medicinae Jakob Hein Illustrirtes Kompendium der psychoaktiven Pflanzen (Illustrierte Lieblingsbücher, Band 14). Galiani, Berlin 2022, ISBN 978-3-86971-261-1
- Wie Grischa mit einer verwegenen Idee beinahe den Weltfrieden auslöste. Galiani Verlag 2/2025, ISBN 9783869713168[14]

### Übersetzungen
- Craig MacAndrew, Robert B. Edgerton: Betrunkenes Betragen. Galiani, Berlin 2024, ISBN 978-3-86971-303-8.

### Bühnenstücke
- Liebe ist ein hormonell bedingter Zustand, Bühnenfassung 2010 am Schauspiel Essen[15], Übernahme Schauspielhaus Bochum[16]
- Johnny Chicago oder Super ist gar kein Ausdruck, Theaterstück 2011, Berliner Volksbühne